# ハマナビ
『ハマナビ』は、2013年4月6日よりテレビ神奈川 (tvk) で放送されている横浜市に特化した情報番組。同市の広報番組でもある。
『横浜シティマガジン』『Hi!横濱編集局』『ずばり!横濱』の流れを引き継いでいる。スタジオ収録はなくリポーターによる全編のロケとなった。横浜の文化やイベント、観光情報を紹介する。

## 出演者

### ナレーター
- 山田ヒロ[1]

### 2024年度
- 桜井鉄也
- 竹内里佳
- 登レイナ
- 宮崎麗奈
- 太田晶子（2025年2月22日放送分より）

### 2023年度
- 大島紫央
- 桜井鉄也
- 竹内里佳
- 宮崎麗奈

### 2016年度 - 2022年度
- 根岸佑輔（tvkアナウンサー）
- 芦崎愛
- 佐藤美樹

### 2015年度
- 根岸佑輔（tvkアナウンサー）
- 高島英里奈
- 石井麻衣子

### 2014年度
- 根岸佑輔（tvkアナウンサー）
- 高島英里奈
- 麻里奈

### 2013年度
- 佐藤玲子
- 井上英里香
- 串田えみ
- 中島彩
- 山本ヒロキ

## 放送時間
- 毎週土曜18時 - 18時30分

## 過去のコーナー
- 横浜見聞伝スター☆ジャン
5分間のミニドラマとして、『横浜見聞伝スター☆ジャン外伝 横浜謎解き大作戦!じゃん』を5月4日の回から放送開始。

## 主題歌
- メモリーズ（コアラモード.）2015年
- 豆の木（コアラモード.）2016年
- ごらんください（コアラモード.）2017年
- ホップステップジャンプ（コアラモード.）2018年
- 思い出コレクション（コアラモード.）2019年4月6日 - [2]
- アンダンテ（コアラモード.）2020年
- ユラユラリカ（コアラモード.）2021年 -[3]
- I’LL BE（コアラモード.）2022年

## 備考
- 2023年3月20日から同月31日まで、tvk開局50周年記念イベントの一環として、期間限定で在京民放キー局5社が共同運営しているTVerでの配信を行った[4][5]。なお、本番組は日本テレビが運営している無料動画配信サービス「日テレ無料TADA!」に提供しており、TVerでは更にその供給を受ける形で配信されている。この経緯から、TVerでは日本テレビ系列の番組として扱われていた[6]。